# Ygor Coelho

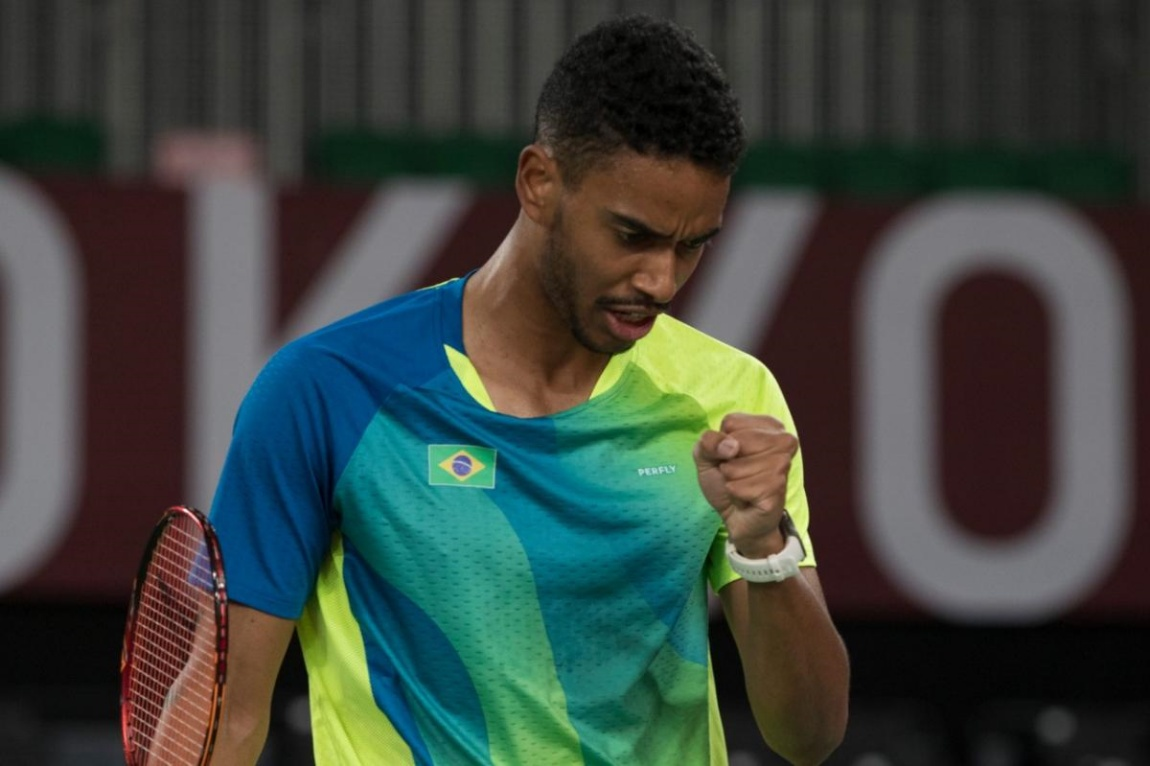
Ygor Coelho, 2021

Ygor Coelho de Oliveira (* 24. November 1996 in Rio de Janeiro) ist ein brasilianischer Badmintonspieler.

## Karriere
Ygor Coelho gewann bei den Junioren-Panamerikameisterschaften von 2006 bis 2013 in allen Altersklassen jeweils mindestens eine Goldmedaille. 2013 startete er bei den Juniorenweltmeisterschaften, 2014 bei den Olympischen Jugend-Sommerspielen. 2013 belegte er auch Rang drei bei den Mercosul International. 2014 siegte er bei den Puerto Rico International, den Portuguese Juniors und den Peru Juniors.